# Pionýr (loď)
Loď Pionýr je pátá loď, která byla zprovozněna v rámci lodní dopravy na Brněnské přehradě. Zároveň se jedná o první loď, kterou postavil sám Dopravní podnik města Brna (DPMB) v bystrcké loděnici. Pionýr byl v provozu nepřetržitě od roku 1950 do roku 2008. Od roku 2010 je pod jménem Kometa součástí restaurace v brněnské čtvrti Komárov.

## Historie

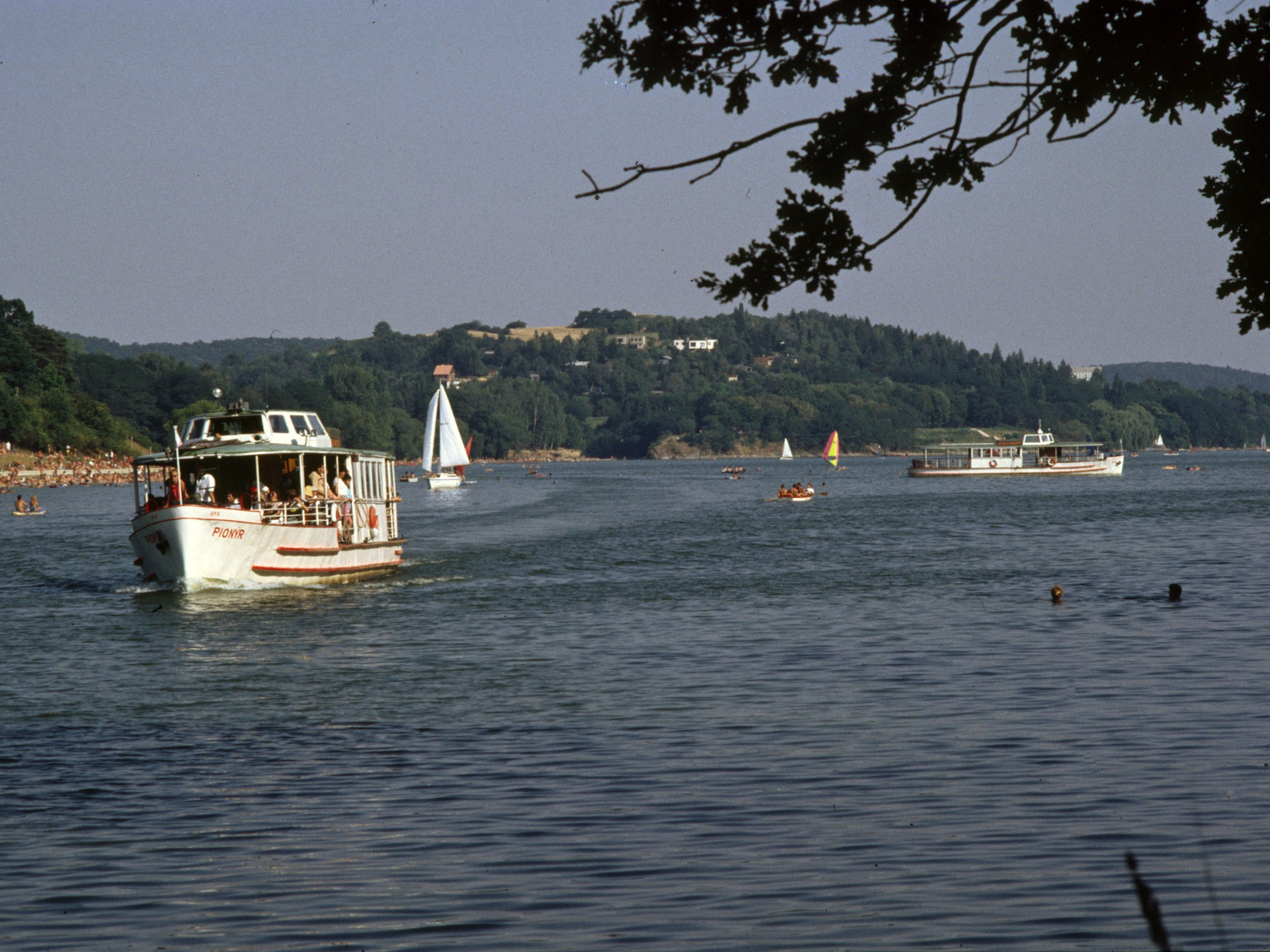
Lodě Pionýr (v popředí) a Mír v provozu na Brněnské přehradě (1990)

Pionýr se stal druhou lodí střední velikosti Dopravního podniku města Brna na Brněnské přehradě. Na rozdíl od předchozích lodí, které byly kompletně či částečně vyrobeny v jiných loděnicích, vznikl celý Pionýr v dřevěném hangáru v bystrckém areálu lodní dopravy. Povolení na stavbu nové lodi obdržel DPMB v září 1949, práce se brzo rozběhly a přes zimu byla postavena kompletní loď. Ta byla na vodu poprvé spuštěna v dubnu 1950 a krátce na to se zařadila do pravidelného provozu.
Pionýr nebyl během svého života nijak zásadněji rekonstruován, díky čemuž také nevynechal ani jednu plavební sezónu. V roce 2008 dojezdil téměř v původním stavu, který se vyznačoval tím, že mnoho částí lodě pocházelo ze starých tramvají (elektromotor, dveře, okna). Jeho poslední plavba se konala 4. října 2008, v následující plavební sezóně zůstaly všechny lodě včetně Pionýra na břehu, neboť hladina přehrady byla kvůli plánovanému rozsáhlému čištění dna výrazně snížena.

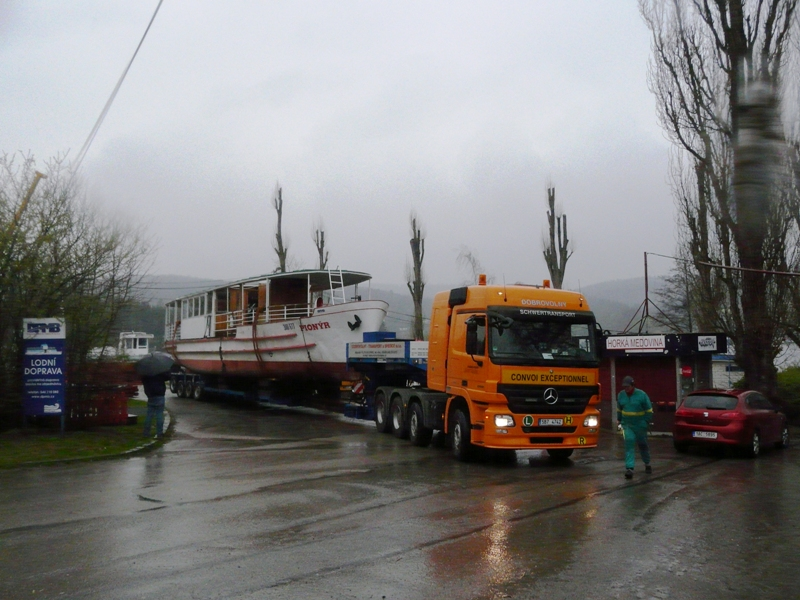
Odvoz Pionýra z areálu lodní dopravy v Bystrci

Na jaře roku 2010 zakoupila odstavené plavidlo za 85 000 Kč městská část Brno-jih, která jej 15. dubna téhož roku nechala odvézt z loděnice v Bystrci do Komárova. Zde loď stojící nedaleko Svratky poblíž nově budovaného sportovního areálu slouží jako součást restaurace. 18. června 2010 bylo plavidlo po úpravách a změně laku na modrobílý slavnostně překřtěno za účasti hokejistů z týmu HC Kometa Brno na jméno Kometa. V dopravě na přehradě nahradila Pionýra nově vyrobená loď Lipsko.

## Konstrukce

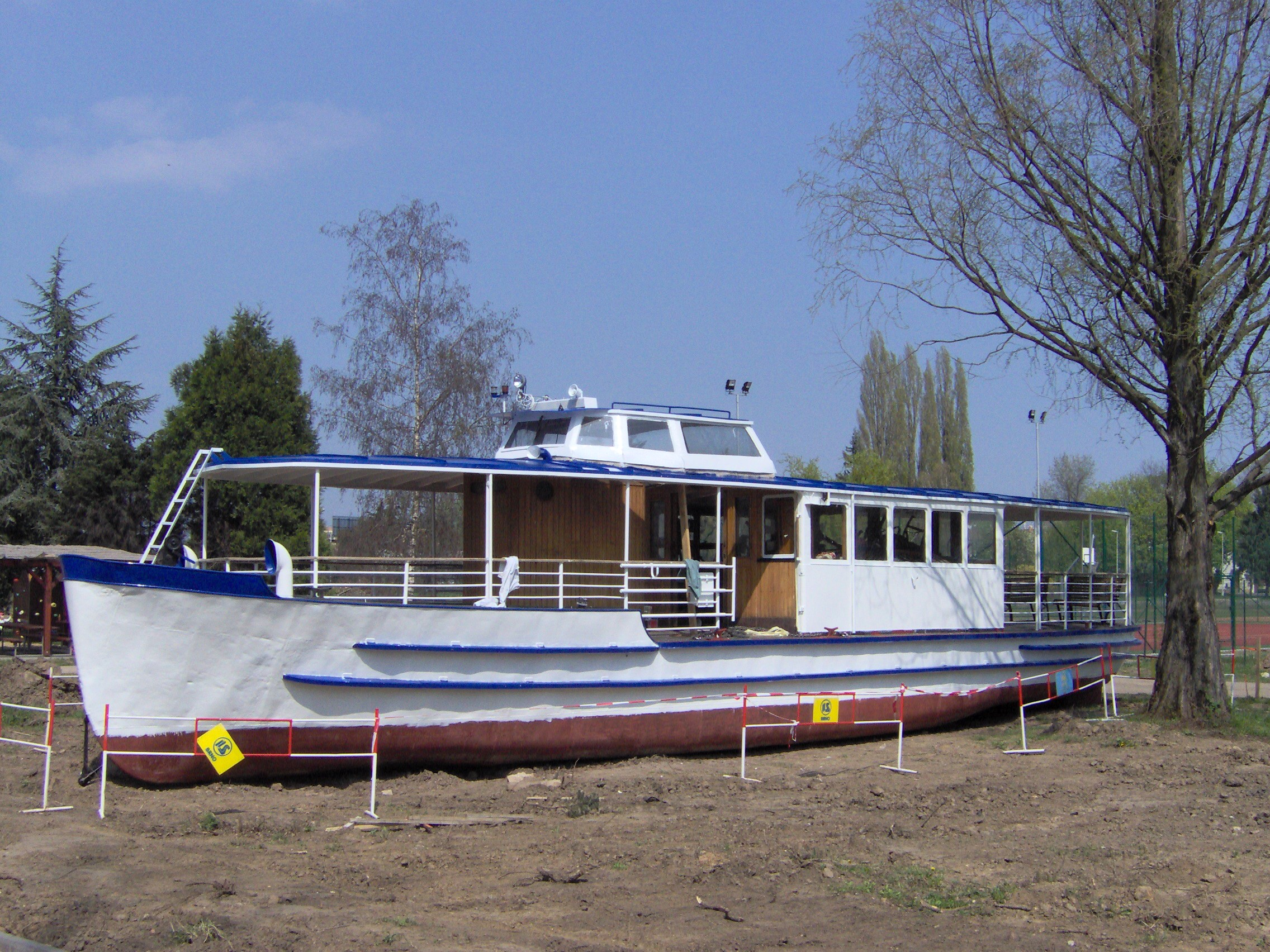
Již částečně upravený Pionýr v novém působišti v brněnské čtvrti Komárov

Stejně jako Úderník, lze i Pionýr zařadit do kategorie lodí střední velikosti (vzhledem k ostatním lodím, které DPMB kdy provozoval). Jeho obsaditelnost (200 osob) byla v roce 1974 legislativně snížena na 150 cestujících, přestože nedošlo k žádným technickým úpravám. Plavidlo je rozděleno na tři části: přední a zadní část je otevřená, krytá střechou, střední vytváří průchozí uzavřenou kajutu pro cestující. Kormidelna je vyvýšena nad střechu, takže kapitán lodi má dobrý výhled na všechny strany.
Konstrukčně vychází Pionýr z předchozího Úderníku, některé konstrukce ale byly upraveny, zdokonaleny či zesíleny. Loď měla elektrickou výzbroj od společnosti Brown-Boveri, poháněna byla elektromotorem o maximálním výkonu 19 kW, který byl napájen olověnými akumulátory.
Jednou z mála změn na Pionýru bylo nahrazení plátěné svinovací střechy nad zadní otevřenou palubou střechou pevnou.